# ゆずれない夜
『ゆずれない夜』（ゆずれないよる）は、フジテレビ系列（関西テレビ制作）の「火曜22時枠」にて1996年10月15日から12月17日まで放送された日本のテレビドラマ。主演は賀来千香子。連城三紀彦の小説『隠れ菊』を原作とする。
放送時間は火曜22時 - 22時54分だが、初回と最終回は22時20分 - 23時24分の繰り下げ拡大版、また12月10日放送の第9話は、19時 - 21時54分に音楽特別番組『1996 FNS歌謡祭』が編成された関係上、1時間繰り下げて23時 - 23時54分に放送された。

## キャスト
- 立石通子：賀来千香子
- 上島旬平：神田正輝
- 矢萩多衣：工藤静香
- 矢場耕一：松岡昌宏
- 上島滝子：井上晴美
- 前田秀次：山崎一
- 堀口八重：大島蓉子
- 笠井芯太郎：中谷彰宏
- 立石正子：岩本多代
- 上島優美：皆川真澄
- 時沢公介：山下真司
- 大瀬健策：山城新伍

## スタッフ
- 企画：濱星彦
- 脚本：金子成人、石井美夏
- 音楽：安川午朗
- 主題歌：工藤静香「激情」
- 挿入歌：宇都美慶子「夜明けを待っても…」
- プロデュース：森田拓治、指田貴行、横山ナオミ
- 演出：佐藤健光、塚田哲也
- 制作：関西テレビ、アズバーズ

## サブタイトル
| 各話   | 放送日   | サブタイトル           |
| ------ | -------- | ---------------------- |
| 第1話  | 10月15日 | 闘いは、始まった       |
| 第2話  | 10月22日 | 夫を、売ります         |
| 第3話  | 10月29日 | 抱いてそして、結婚して |
| 第4話  | 11月5日  | 裏切り                 |
| 第5話  | 11月12日 | 嘘つき!                |
| 第6話  | 11月19日 | 別れのコロッケ         |
| 第7話  | 11月26日 | もう離さない!          |
| 第8話  | 12月3日  | 崩壊への予感           |
| 第9話  | 12月10日 | 甘い罠                 |
| 第10話 | 12月17日 | 激しくてせつなく       |

| 関西テレビ・フジテレビ 火曜22時枠の連続ドラマ | 関西テレビ・フジテレビ 火曜22時枠の連続ドラマ | 関西テレビ・フジテレビ 火曜22時枠の連続ドラマ |
| 前番組                                        | 番組名                                        | 次番組                                        |
| --------------------------------------------- | --------------------------------------------- | --------------------------------------------- |
| もう我慢できない! （1996年7月2日 - 9月17日）  | ゆずれない夜 （1996年10月15日 - 12月17日）    | 彼 （1997年1月7日 - 3月18日）                 |